# サテン・ドール (レッド・ガーランドのアルバム)
『サテン・ドール』(Satin Doll) は、アメリカ合衆国のピアニスト、作曲家、バンドリーダーであるレッド・ガーランドが、1959年に録音したもののしばらく発表されず、1971年になってプレスティッジ・レコードからリリースされたアルバム。
LP盤のA面にあたる前半3曲は、ヴァン・ゲルダー・スタジオにおけるスタジオ収録であるが、B面にあたる後半2曲は、ライブ・アルバム『アット・ザ・プレリュード (Red Garland at the Prelude)』の録音当日の演奏から、そのアルバムに収録されなかった曲を収録している。このため、日本語盤LPの帯には副題がつけられた『サテン・ドール（モア・フロム・プレリュード）』と表記されていた。

## 評価
| 専門評論家によるレビュー | 専門評論家によるレビュー |
| レビュー・スコア         | レビュー・スコア         |
| 出典                     | 評価                     |
| ------------------------ | ------------------------ |
| AllMusic                 | [ 2 ]                    |

オールミュージック (AllMusic) のレビューで、スコット・ヤナウは、「この廃盤となったLPは、ピアニスト、レッド・ガーランドをフィーチャーしたトリオ編成の5曲を初めて発表したものであった ... レッド・ガーランドの音源を集めている向きには興味深いアルバムである」と述べている。

## トラックリスト
| 全作詞・作曲: 特記のないものは、レッド・ガーランドの作曲作品。 |                                                                                                   |                                                  |                                                  |       |
| #                                                              | タイトル                                                                                          | 作詞                                             | 作曲・編曲                                       | 時間  |
| 1.                                                             | 「サテン・ドール / Satin Doll」(デューク・エリントン、ジョニー・マーサー、ビリー・ストレイホーン) | 特記のないものは、 レッド・ガーランド の作曲作品 | 特記のないものは、 レッド・ガーランド の作曲作品 | ９:45 |
| 2.                                                             | 「私の彼氏 / The Man I Love」(ジョージ・ガーシュウィン、アイラ・ガーシュウィン)                   | 特記のないものは、 レッド・ガーランド の作曲作品 | 特記のないものは、 レッド・ガーランド の作曲作品 | 10:48 |
| 3.                                                             | 「ア・リトル・ビット・オブ・ベイシー / A Little Bit of Basie」                                    | 特記のないものは、 レッド・ガーランド の作曲作品 | 特記のないものは、 レッド・ガーランド の作曲作品 | 5:36  |
| 4.                                                             | 「イッツ・ア・ブルー・ワールド / It's a Blue World」(ジョージ・フォレスト、ロバート・ライト)      | 特記のないものは、 レッド・ガーランド の作曲作品 | 特記のないものは、 レッド・ガーランド の作曲作品 | 7:08  |
| 5.                                                             | 「シカゴ特捜隊Mのテーマ / M-Squad Theme」(カウント・ベイシー)                                     | 特記のないものは、 レッド・ガーランド の作曲作品 | 特記のないものは、 レッド・ガーランド の作曲作品 | 6:28  |

### 収録
- トラック1-3：1959年8月12日、ニュージャージー州イングルウッド・クリフス（英語版）、ヴァン・ゲルダー・スタジオ
- トラック4, 5：1959年10月2日、ニューヨーク州ニューヨーク市、プレリュード・クラブ（The Prelude Club)

## パーソネル
- レッド・ガーランド - ピアノ
- ダグ・ワトキンス（英語版）（トラック1-3）ジミー・ロウザー（英語版）（トラック4, 5）- ベース
- チャールズ・"スペックス"・ライト（英語版） - ドラムス